# Ева Мозер
Ева Мозер (рођена 26. јула 1982) је аустријска шахисткиња која има звање Међународног мајстора (IM) и женског велемајстора (WGM). Она је освојила апсолутни и женски аустријски шаховских шампионат.
Мозер је учествовала на Светском првенству у шаху за жене у 2008.

## Шаховска каријера
Мозер је почела да игра шах у узрасту од 10 година. Она је побеђивала у Аустрији на првенствима у шаху за девојчице у различитим старосним групама, осам пута.
У 1998. години Мозер је освојила сребрну медаљу у узрасту за девојчице до 16 година на Европском омладинском шаховском првенству у Муреку, иза Ане Матнадзе, која је имала боље додатне критеријуме.
У тимским такмичењима, Мозер је представљала Аустрију на женској шаховској Олимпијади од 2000. године, у опен секцији (обично називаној "мушка секција") на 36. шаховској Олимпијади у 2004. години, на Европском женском шаховском шампионату, почев од 2003. године, и Опен секцији Митропа Купа (1999, 2002, 2004).
Мозер је награђена ФИДЕ звањем женски велемајстор (WGM) у 2003. години (прва у Аустрији) и Међународни Мајстор (IM) у 2004.
У 2006. години, освојила је апсолутни аустријски Шаховски шампионат у Кефлаху, поставши прва жена, којој је то успело. Она је победила и на Аустријском шаховском првенству за жене у 2010. години и 2011. години.
Турнирске победе укључују и Дрезден у 2000. години, Јена Опен 2009. године, 2010, 2011 и у 2012. години, и Шаховске даме у Бечу у 2012. години и 2013. години.
У 2006/07 њен Аустријски прволигашки тим Штајерске Грац постаје Аустријски шампион. Она сада игра за тим Волфсберг у Аустрији, и ОРУ Баден-Баден у Немачкој женској шаховској Бундеслиги побеђујући најмање пет пута, и доминирајући током низа година.
Мозер је такође објавила мањи број наставних шаховских DVD-ја са Чес-бејзом.

## Лични живот
Мозер је стекла диплому у области пословне администрације у Грацу 2009. године. Она ради з аустријски шаховски часопис "Schach-Aktiv". 